# جورج إف. كاهيل
جورج إف. كاهيل (بالإنجليزية: George F. Cahill)‏ هو مخترع أمريكي، ولد في 1869، وتوفي في 1935 في نيويورك في الولايات المتحدة.